# Pompa sodio-potassio

Flusso di ioni

La pompa sodio-potassio, detta anche pompa Na+/K+ ATP-dipendente (Na+/K+ ATPasi), è un enzima (numero EC 3.6.3.9) che si trova nella membrana delle cellule animali.
Questo tipo di pompa ionica è il più chiaro esempio di trasporto attivo primario di sostanze attraverso la membrana plasmatica.

## Descrizione

### Struttura
La pompa ATPasica ha una struttura costituita da un eterodimero di circa 270 KDa con subunità alfa e beta con estremità terminali intracellulari; fa parte della classe delle pompe P costituite da peptidi che passano in uno stato fosforilato durante il ciclo di trasporto. Sono presenti a livello intracellulare il sito di fosforilazione e il sito del legame dell'ATP. Rilevante a fini farmacologici per il trattamento dell'insufficienza cardiaca è il sito extracellulare per il legame con l'ouabaina che se occupato provoca una modifica conformazionale della pompa impedendo la traslocazione degli ioni potassio e stabilizzando il legame con il farmaco. Infatti la ouabaina blocca la pompa sodio/potassio, la concentrazione di sodio intracellulare aumenta, si inverte così l'attività dello scambiatore sodio/calcio che sfrutta il gradiente del sodio intracellulare per immettere calcio all'interno della cellula e vi è un accumulo di calcio intracellulare che è responsabile dello sviluppo della contrazione.
Gli steroidi cardiotonici inibiscono la defosforilazione della Na/K-ATPasi, questa inibizione si verifica solo nel caso in cui lo steroide cardiotonico si trovi all'esterno della membrana.

### Funzione
La pompa serve principalmente a livello fisiologico per controllare il volume cellulare, conferire alle cellule nervose e muscolari la proprietà di eccitabilità, ed è correlata al trasporto attivo di glucidi ed amminoacidi.
Questa pompa si comporta da "antiporto", infatti, permette di trasportare contro gradiente di concentrazione tre ioni di Na+ verso l'ambiente extracellulare e due ioni di K+ verso l'ambiente interno della cellula sfruttando l'energia derivante dall'idrolisi dell'adenosintrifosfato (ATP). All'inizio del processo di trasporto tre ioni di Na+ vanno a legarsi ai siti specifici ad alta affinità della proteina veicolo rivolti verso l'interno della cellula. Questo legame stimola la fosforilazione dipendente dall'ATP della pompa determinando un cambio conformazionale della proteina veicolo, la quale esporrà i siti di legame per gli ioni Na+ verso l'ambiente extracellulare, abbassando così la propria affinità per questi ioni cosicché essi vengano rilasciati al di fuori della cellula.
Contemporaneamente alla fuoriuscita degli ioni Na+, due ioni K+ vanno a legarsi ai siti specifici esposti verso l'ambiente extracellulare stimolando la defosforilazione della proteina, la quale tornerà al suo stato conformazionale di partenza e rilascerà questi ioni all'interno della cellula. Una volta completata l'operazione, la proteina sarà pronta a ripetere il ciclo. Questo processo contribuisce ad evitare che vengano dissipati i gradienti ionici che stanno alla base della differenza di potenziale esistente tra ambiente intracellulare ed ambiente extracellulare, pari a circa -70 mV. Tale differenza è detta potenziale di membrana.
La concentrazione del sodio è 143 mM all'esterno della membrana cellulare e 14 mM all'interno, mentre la concentrazione del potassio è dalle 10 alle 14 volte maggiore all'interno.
Alcuni studi di Moravek e Kishi, in primo luogo "statistici" (sull'incidenza degli agenti cancerogeni rispetto alla pompa sodio-potassio), correlano lo squilibrio della pompa sodio-potassio alla progressiva degenerazione della cellula cancerogena. Lo squilibrio porterebbe a una perdita di calcio fuori dai mitocondri, e un maggiore apporto di sodio insieme a glucosio dentro la cellula. La respirazione si modifica perché si riduce la fosforilazione ossidativa a favore della glicolisi, con minori livelli di piruvato (che blocca la mitosi in fase S e la proliferazione incontrollata della cellula), il pH intracellulare lievemente alcalino che ostacola l'azione di proteine e enzimi del citoplasma nella trascrizione di informazioni dall'RNA di membrana al DNA nucleare.